# Renato Navarrini
Renato Navarrini, né à La Spezia le 18 août 1892 et mort à Savone le 20 janvier 1972, est un acteur italien.

## Biographie
Renato Navarrini a été marié à l'actrice Fanny Marchiò.

## Filmographie partielle
- 1932 : La Table des pauvres (La Tavola dei poveri) d'Alessandro Blasetti
- 1938 : Pietro Micca de  Aldo Vergano
- 1941 : L'Enfant du meurtre (Giuliano de' Medici) de Ladislas Vajda
- 1941 : I pirati della Malesia d'Enrico Guazzoni
- 1942 : Gelosia  de Ferdinando Maria Poggioli
- 1950 : Les Six Femmes de Barbe Bleue (Le sei mogli di Barbablù) de Carlo Ludovico Bragaglia
- 1955 : Les Anges aux mains noires (La ladra) de Mario Bonnard
- 1956 : Mi permette, babbo! de Mario Bonnard
- 1956 : Sous le signe de la croix (Le schiave di Cartagine) de Guido Brignone
- 1959 : La Vengeance du Sarrasin (La scimitarra del saraceno) de Piero Pierotti
- 1962 : La Vengeance du colosse (Marte, dio della guerra) de Marcello Baldi
- 1962 : Le Monstre aux yeux verts (I pianeti contro di noi) de Romano Ferrara
- 1963 : Goliath et le Cavalier masqué (Golia e il cavaliere mascherato) de Piero Pierotti
- 1964 : Maciste et les Cent Gladiateurs (Maciste, gladiatore de Sparta) de Mario Caiano
- 1969 : La Dernière Balle à pile ou face (Testa o croce) de Piero Pierotti